# Kesmeburun
Kesmeburun ist ein Ortsteil (Mahalle) im Landkreis Yumurtalık der türkischen Provinz Adana mit 78 Einwohnern (Stand: Ende 2024). Im Jahr 2011 hatte Kesmeburun 68 Einwohner.